# Centrotus chloroticus
Centrotus chloroticus är en insektsart som beskrevs av Leon Fairmaire. Centrotus chloroticus ingår i släktet Centrotus och familjen hornstritar. Inga underarter finns listade i Catalogue of Life.